# ويل باغلي
ويل باغلي (بالإنجليزية: Will Bagley)‏ هو مؤرخ أمريكي، ولد في 27 مايو 1950.